# R.E.M.
R.E.M.(알.이.엠.)은 미국 조지아주 애선스에서 1980년 마이클 스타이프(리드 보컬), 피터 벅(기타), 마이크 밀스(베이스 기타), 빌 베리(드럼 & 퍼커션)에 의해 결성된 밴드의 이름이다. 이들은 최초의 인기 얼터너티브 록 밴드 중 하나로 여겨진다. 또한, 아르페지오 기타 스타일과 마이클 스타이프의 거칠지만 몽롱한 보컬등 남성적인 소리로 주목받았다.

## 역사
1979년 마이클 밀스와 피터 벅이 동네 레코드 점에서 만나면서 밴드를 하기로 하고, 1980년 마이클 스타이프와 빌 베리가 들어오면서 R.E.M.이 결성되었다. 이들은 1981년 인디 레이블 《Hib-Tone》을 통해 첫 싱글 Radio Free Europe을 발매했다. 이 싱글은 《I.R.S. 레코드사》를 통해 1982년에 발매된 EP인 Chronic Town에도 실려있다.
이들은 1983년 평론가들의 호평을 받은 데뷔앨범 <Murmur>을 발매했다. 이후 데뷔앨범의 평가에 버금가는 후속 음반들을 발매하고 꾸준한 투어(공연), 대학가 라디오 방송의 전폭적인 지원등을 받으면서 몇 년간 명성을 쌓았다.
참고로 이들은 1980년대 대학가 라디오 방송 운동에서 매우 중요한 락 밴드 중의 하나였다.
이들은 언더 그라운드에서의 성공을 발판으로 1987년 싱글앨범인 The One I Love를 주류 락뮤직 시장에서 히트시키며 주류 팝뮤직계에 등장했는데, 이들이 세계적인 성공을 거두게 된 시점이 바로 1987년이다.
이 히트를 통해 1987년 워너 브라더스 레코드사와 메이저 음반 계약을 체결했는데, 전 세계에서 대형 공연을 펼치면서 정치와 환경에 관련된 음악이나 성향을 가지기 시작했다.
인기 밴드가 된 1990년대 초, 실험적인 얼터너티브 락 뮤직이 주류 음악계에서 폭넓게 시도될 무렵, 이들은 2장의 앨범인 Out of Time (1991년)과 Automatic for the People (1992년)을 발매하여 상업적으로 큰 성공을 거두면서 얼터너티브 락 뮤직계의 개척자로 부각되었다.
하지만 1994년에 발매된 앨범 <Monster>를 통해 더 락적인 음악을 발표하면서 음악적 성향이 정통 락뮤직쪽으로 선회했다.
이들은 이 앨범의 홍보를 위해 데뷔앨범 발매 6년 만에 첫 투어를 시작했으나, 멤버 3명이 부상을 당하면서 투어는 취소되고 말았다.
이들은 1996년 워너 브라더스 레코드사와 재계약을 하면서 8천만 달러를 받았는데, 이 금액은 그 당시 가장 비싼 음반계약으로 알려져 있다.
같은 해에 드러머 빌 베리가 탈퇴하면서 이들은 3인조가 되었다.
드러머가 없어졌기 때문에 이들의 음악적 스타일은 약간의 변화가 불가피해졌으나, 새로운 드러머를 영입하지 않고 3인조 라인업으로 현재까지 음악 활동을 지속하고 있다.
그리고 이들은 평론가들의 호평과 상업적 성공도 이어오고 있다. 이들은 2007년, 로큰롤 명예의 전당에 등록되었다.
2011년 9월 공식 홈페이지에서 해체를 발표했다.

## 음악성
그들의 음악은 패티 스미스와 텔레비전, 벨벳 언더그라운드 같은 예술적이고 시적인 뉴욕 펑크를 기초로, 버즈나 러빙 스푼풀 같은 포크 록과 루츠 음악들을 접목시키면서 1980년대 주류 팝과 다른 길을 개척했다는 평을 들었다. 평론가들은 이를 얼터너티브 록이라고 지칭하는데, 너바나가 유행시킨 용어의 쓰임새하고는 거리가 있지만 주류와 다른 방향을 개척한다는 점에서는 결과적으로 한 갈래로 포함된다.
거기에 마이클 스타이프가 써내려가는 추상적이면서도 모호한 가사들 역시 한 편의 순수시를 읽는것 같다는 찬사를 받아냈다. 하지만 마이클 스타이프는 이런 모호한 가사 뿐만이 아니라 현실 참여적인 가사도 쓰기도 했는데, 'Ignoreland'나 'Exhuming McCarthy' 같은 가사는 당시 미국 공화당이나 우익을 비판한 것으로 유명하다.

## 음반 목록
- Murmur (1983)
- Reckoning (1984)
- Fables of the Reconstruction (1985)
- Lifes Rich Pageant (1986)
- Document (1987)
- Green (1988)
- Out of Time (1991)
- Automatic for the People (1992)
- Monster (1994)
- New Adventures in Hi-Fi (1996)
- Up (1998)
- Reveal (2001)
- Around the Sun (2004)
- Accelerate (2008)

## 구성원
프로덕션 타임라인
투어 및 세션 멤버 타임라인